# NGC 2207
NGC 2207 ist eine Balken-Spiralgalaxie vom Hubble-Typ SBbc/P im Sternbild Großer Hund südlich des Himmelsäquators, die etwa 115 Millionen Lichtjahre von der Milchstraße entfernt ist. Die Entfernungsmessungen basierend auf den Radialgeschwindigkeiten stimmen nicht mit den rotverschiebungsunabhängigen Entfernungsschätzungen von 68 ± 33 Millionen Lichtjahren überein. NGC 2207 fängt mit ihrer Gravitation die nahe Galaxie IC 2163 ein. In etwa einer Milliarde Jahren werden diese beiden wechselwirkenden Galaxien zu einer einzigen größeren verschmolzen sein. In NGC 2207 wurden bisher zwei Supernovae beobachtet – SN 1999ec und SN 2003H.
Die Galaxie NGC 2207 wurde am 24. Januar 1835 vom britischen Astronomen John Herschel entdeckt.

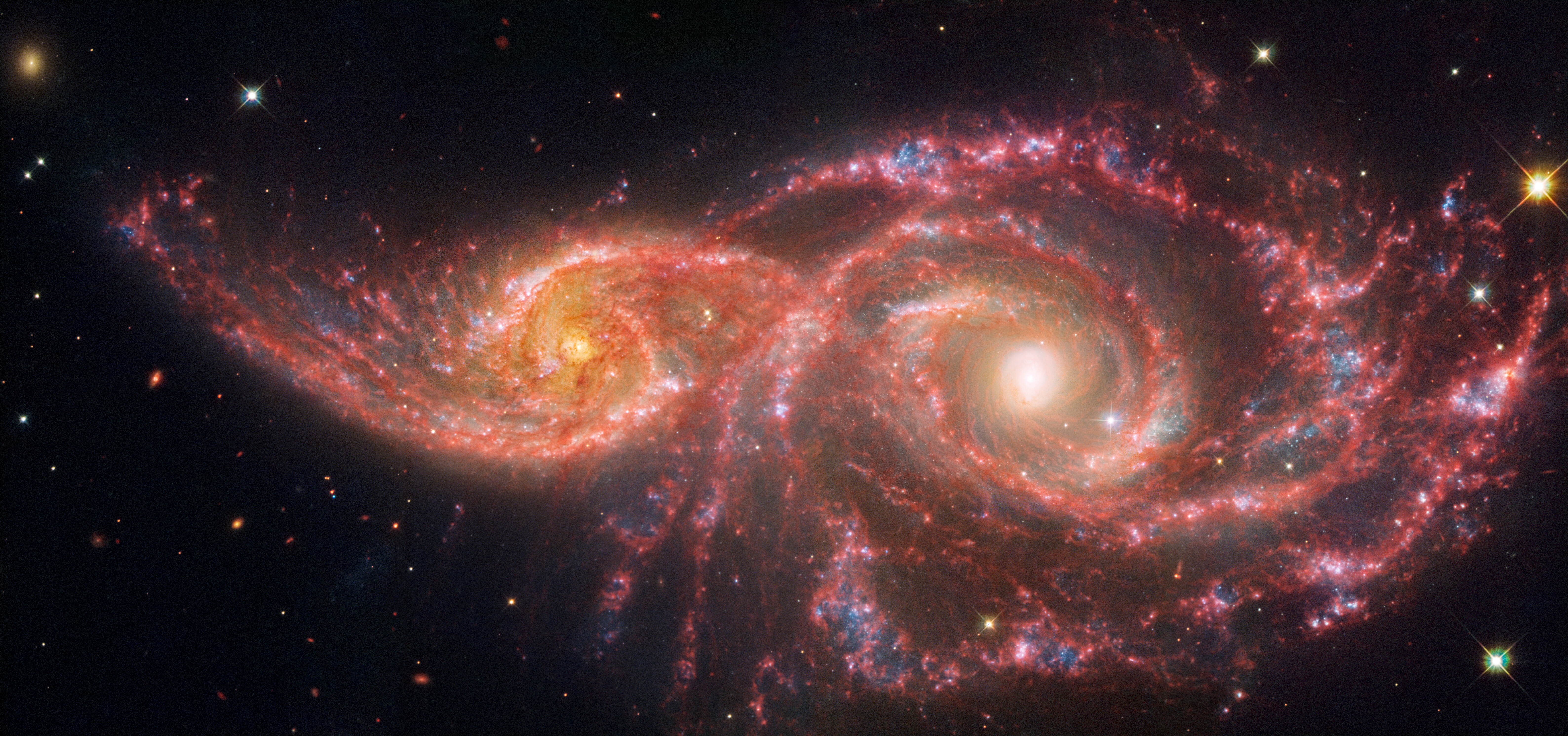
IC 2163 and NGC 2207 aufgenommen vom Hubble-Weltraumteleskop und dem James Webb-Weltraumteleskop